# Jaskinia Za Kratą

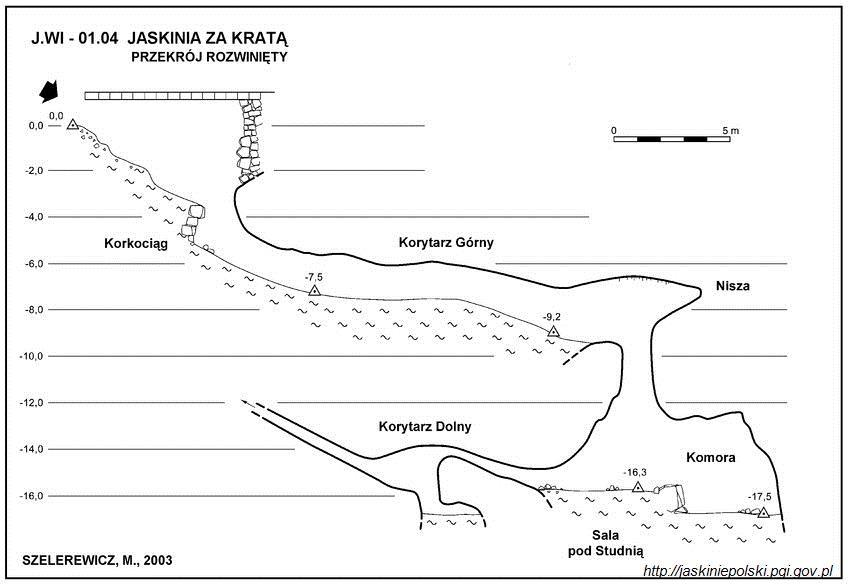
Przekrój jaskini

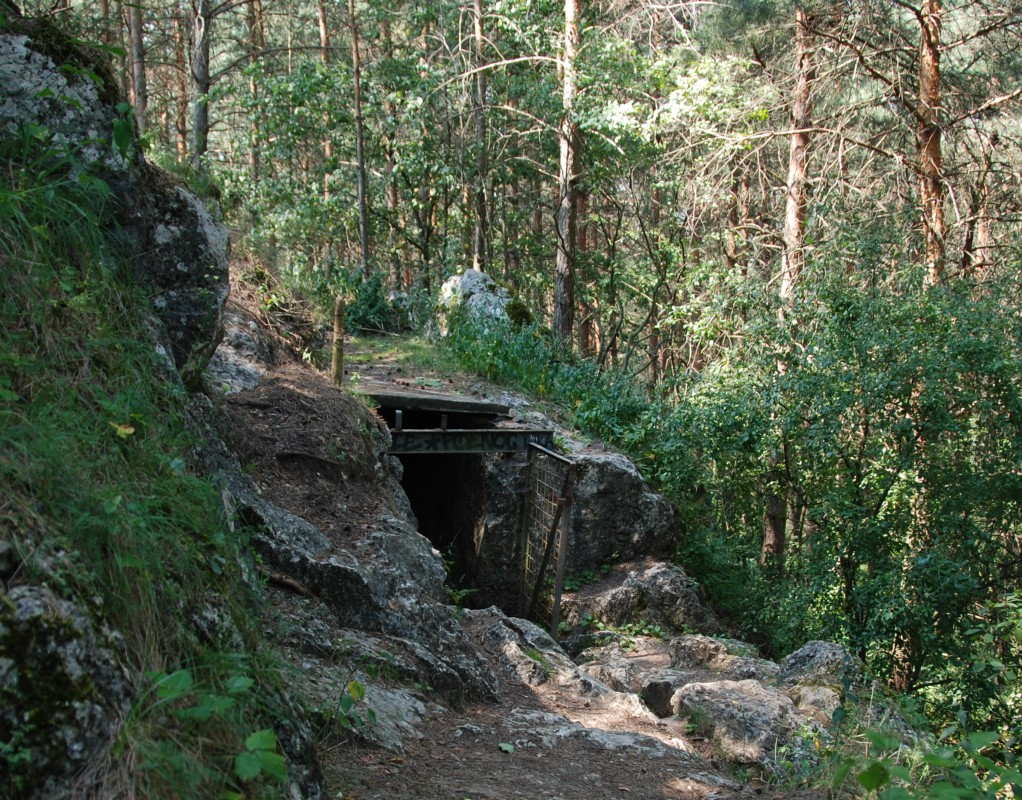

Jaskinia Za Kratą – jaskinia o głębokości 17 metrów w Górze Zelce (Jura Wieluńska).

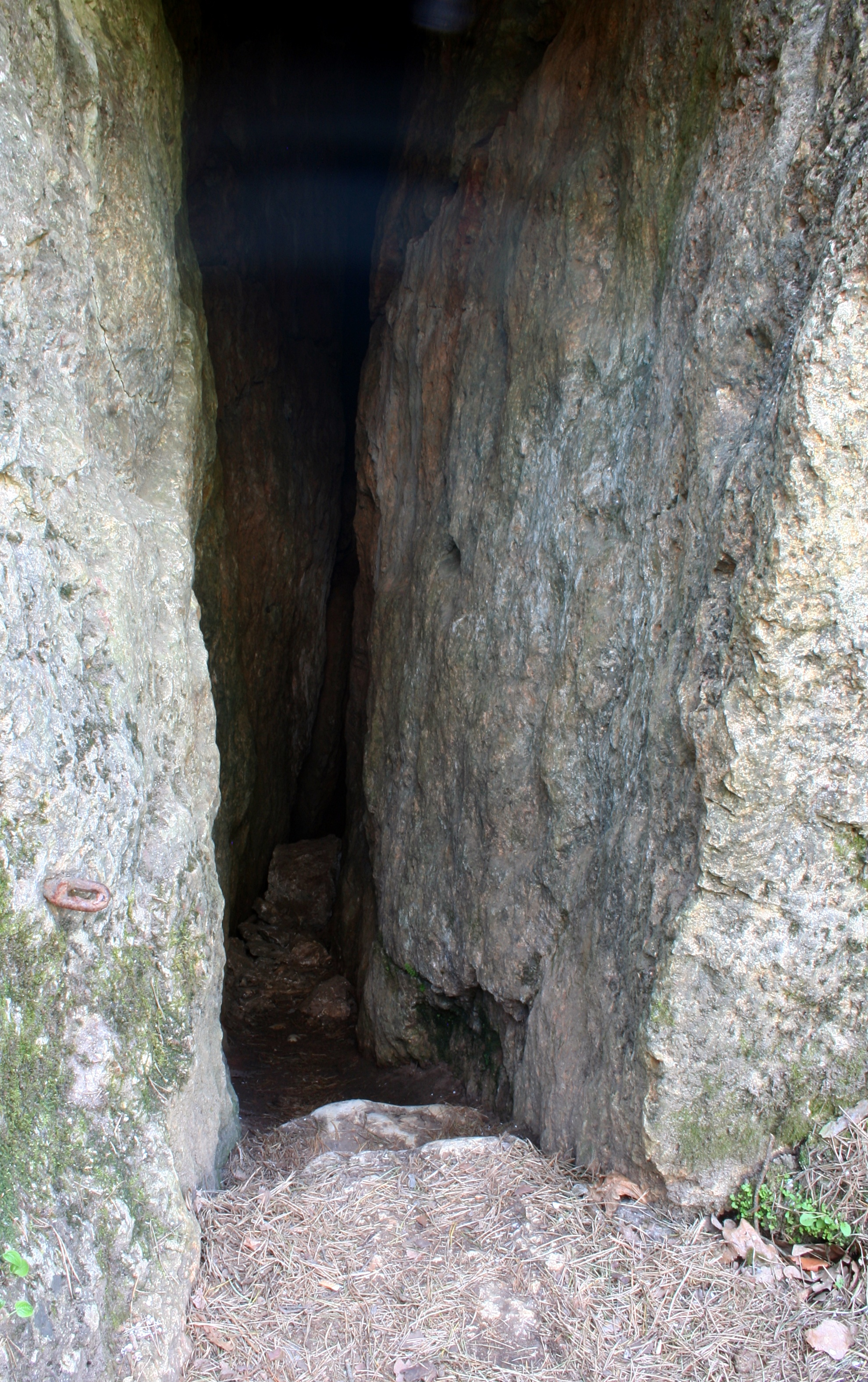
Wejście do jaskini

Wejście znajduje się w szczelinie między skałami, z której opada wąska studnia. Główną częścią jaskini jest kręty korytarz zakończony kolejną studnią i salką z bocznymi korytarzykami. Występują tu formy naciekowe (częściowo zniszczone – stalagmity, kolumny, niewielkie stalaktyty, draperie i pola ryżowe), kotły eworsyjne, żyły kalcytu (dawniej eksploatowane) i namuliska.
Nazwa jaskini pochodzi od kraty zabezpieczającej wejście. W ramach przystosowania do zwiedzania zamocowano drabiny, którymi można dostać się na niższe poziomy, jednak ich stan oraz brak oświetlenia sprawia, że indywidualne zwiedzanie jest niebezpieczne.
Jaskinia jest chroniona w ramach rezerwatu przyrody Węże w Załęczańskim Parku Krajobrazowym.